# Intel 8088
De Intel 8088 is een microprocessor van Intel die gebaseerd is op de 8086. De processor beschikt over 16-bit registers en is vrijwel identiek aan de 8086 behalve dat hij een 8-bits externe databus heeft, terwijl de 8086 een 16-bit databus heeft. De processor werd in de oorspronkelijke IBM PC gebruikt.
Door het gebruik van een 8-bits databus kwam de 8088 in aanmerking voor goedkopere systemen, destijds waren printplaten met een grotere busbreedte nog vrij prijzig. De 8088 heeft een prefetch queue van vier bytes, dat wil zeggen dat hij vier bytes vooraf kan inlezen, terwijl de 8086 dit met 6 bytes kan. Opvolgers van de 8088 zijn onder meer de 80186 (een microcontroller uitvoering van de 8086 met interne timers en de mogelijkheid in een slaapstand te gaan), de 80286 (gebruikt in de IBM AT), en de 80386-microprocessor.
Veruit de meest invloedrijke microcomputer die de 8088 gebruikte was de IBM PC. De processor toegepast in deze pc's draaide met een klokfrequentie van 4,77 MHz.
Het schijnt dat de technici van IBM zelf liever de Motorola 68000 wilden gebruiken, die ook al gebruikt werd in de, nu vergeten, IBM Instruments 9000 Laboratory Computer. IBM had echter reeds van Intel de rechten verworven om de 8086-lijn van processoren te produceren. In ruil hiervoor kreeg Intel het recht om bubble-geheugen te produceren. Een andere reden voor het gebruik van de 8-bit 8088 werd gegeven door de mogelijkheid om Intel 8085-componenten te hergebruiken, de computer kon zo met een gewijzigd 8085-ontwerp geproduceerd worden. Destijds waren componenten voor de 68000-processor van Motorola namelijk niet in groten getale verkrijgbaar, alhoewel er tot op zekere hoogte van Motorola 6800-componenten gebruikgemaakt zou kunnen worden.
Het voornoemde bubble-geheugen is na een tijdje door Intel uit de markt gehaald vanwege hevige Japanse concurrentie. Japanse bedrijven waren in staat veel goedkoper geheugen te produceren, waarna Intel zich op processoren richtte.
NEC heeft nog een 8088-compatibele chip gemaakt, de V20, die ongeveer 20% betere prestaties bood. Er bestond ook een V30 die compatibel was met de 8086.